# Dragørs kommun
Dragørs kommun (danska: Dragør Kommune) är en kommun på ön Amager i Region Hovedstaden i östra Danmark. I kommunen ligger Dragør och Store Magleby, två orter som är nästan helt sammanväxta.
Innan Öresundsförbindelsen blev färdigbyggd gick det färjetrafik mellan Limhamn i Malmö och Dragør.

## Socknar
| 1. Store Magleby socken 2. Dragørs socken |

## Administrativ historik
Dragørs kommun bildades 1974 av socknarna Dragør och Store Magleby som tidigare varit egna kommuner. Den tillhörde då Köpenhamns amt. Vid den danska kommunreformen 2007 förblev kommunen oförändrad, men ingick ett samarbetsavtal med Tårnby kommun.

## Geografi
Dragørs kommun utgör den södra delen av ön Amager, söder om Köpenhamn. I norr ligger Kastrups flygplats längs gränsen till Tårnby kommun.

## Politik
Borgmästare efter valet 2005 blev socialdemokraten Allan Holst, även om konservative folkeparti fick flest ledamöter i kommunstyrelsen, 6 av 15 platser.

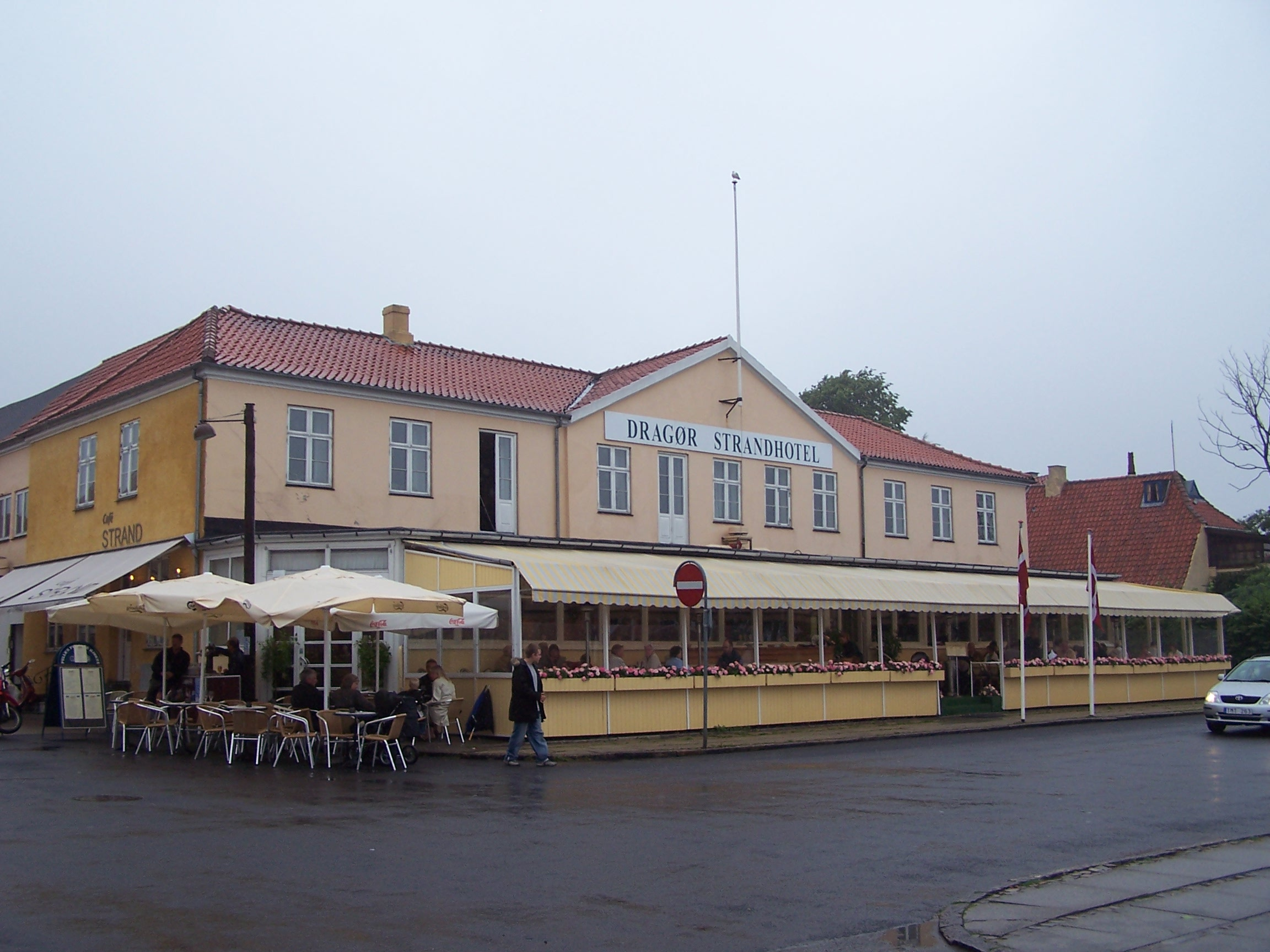
Dragørs strandhotell.